# Luděk Bukač
Temple de la renommée de l'IIHF : 2007
Temple de la renommée du hockey tchèque :
Luděk Bukač est un joueur tchécoslovaque de hockey sur glace né le 8 avril 1935 à Ústí nad Labem (Tchécoslovaquie, aujourd'hui en République tchèque) et mort le 20 avril 2019.
Il est également connu pour avoir été entraîneur de hockey pendant de nombreuses années. En 2007, il est admis au temple de la renommée de la Fédération internationale de hockey sur glace,.

## Carrière

### Carrière de joueur
Luděk Bukač joue un total de 13 saisons dans le championnat de Tchécoslovaquie pour 330 matchs et 153 buts. Il commence sa carrière en junior en jouant avec les équipes du LTC Prague puis du I. ČLTK Prague. En 1949, il intègre l'équipe du Motorlet Prague. Il y reste pendant neuf saisons, jouant sa première saison en sénior en 1954 puis signe pour le Spartak Praha Sokolovo en 1959. Entre 1961 et 1963, il fait son service militaire et joue alors pour l'équipe militaire du HC Dukla Jihlava puis à la fin de son service, il retourne jouer avec le Spartak.
Il participe à deux éditions du championnat du monde avec l'équipe nationale. Il joue ainsi lors du championnat du monde de 1961 remportant la médaille d'argent puis l'édition de 1963 pour une médaille de bronze. L'équipe ne participe à l'édition de 1962 en raison du boycott de certaines nations de l'Europe de l'Est à la suite de l'exclusion de l'Allemagne de l’Est en réaction à la construction du Mur de Berlin. Sous le maillot national, il aura joué 30 matchs pour 11 buts inscrits.

### Carrière d'entraîneur
En 1963, Luděk Bukač met fin à sa carrière de joueur mais il revient dans le monde du hockey de haut niveau en devenant l'entraîneur de l'équipe du Sparta, qui se nomme alors Sparta ČKD Praha, en 1967. Il est alors assisté de Zdeněk Ujčík et ne reste que deux saisons à la tête du club. Il rejoint alors le VSŽ Košice pour deux saisons et en 1971, il devient entraîneur du TJ Motor České Budějovice et encore une fois, il reste deux saisons derrière le banc de l'équipe. En 1973, il est de retour derrière le banc du Sparta et y reste jusqu'en 1980.
Entre 1979 et 1985, il est également l'entraîneur de l'équipe nationale remportant la médaille d'argent aux Jeux olympiques de 1984 ainsi que la médaille d'or au championnat du monde de 1985. En 1986, il devient l'entraîneur de l'équipe d'Autriche qui évolue alors dans la division B des championnats du monde. En 1992, il est désigné le nouvel entraîneur de l'Équipe d'Allemagne et permet à l'équipe d'atteindre la sixième place.
Il reste en poste jusqu'en 1994 puis après un championnat infructueux de l'équipe de République tchèque - septième place - et lors des jeux de 1994 - cinquième place, Ivan Hlinka est renvoyé du poste d'entraîneur et Luděk Bukač est appelé pour prendre sa place. Il conduit l'équipe à la médaille d'or en 1996 et prend sa retraite à l'issue du championnat du monde. En 2007, il est admis au temple de la renommée de la Fédération internationale de hockey sur glace,.